# Ланге, Октавий Константинович
Октавий (Отто) Константинович Ланге (14 марта 1883, Подольская губерния — 3 декабря 1975, Москва) — советский учёный-геолог, гидрогеолог, основоположник инженерной геологии; доктор геолого-минералогических наук (1940), профессор (1926). Автор свыше 200 научных и педагогических работ, среди которых — учебники и учебные пособия по гидрогеологии и общей геологии.

## Биография
Родился 2 марта (14 марта по новому стилю) 1883 года в селе Карабчиевцы Каменец-Подольского уезда (по другим данным Ушицкого уезда) Подольской губернии в семье служащих: отец — немец Карл Адольф Ланге, был специалистом по ремонту и переоборудованию мельниц, мать — Каролина Скарпатетти, итальянка. С 1897 года семья жила в Каменец-Подольске.
В 1894—1903 годах Ланге учился в Каменец-Подольской гимназии, в 1903—1906 годах — на естественном отделении физико-математического факультета Императорского Новороссийского университета в Одессе. С 1907 года — в Императорском Московском университете, где в 1910 году окончил физико-математический факультет. Работал в нём же ассистентом кафедры геологии (1912), хранителем Геологического музея университета (1919—1930), профессор с 1926 года. Был членом Правления МГУ (1922).
В 1920 году организовал и возглавил кафедру гидрогеологии в Московской горной академии (по 1923 год); затем работал в Среднеазиатском университете (1924—1926) и Московском гидрометеорологическом институте (1930—1935). Преподавал в Среднеазиатском индустриальном институте (Ташкент) в 1933—1940 годах. С 1940 года — профессор геолого-почвенного факультет Московского университета и заместитель директора ВНИИ гидрогеологии и инженерной геологии; в 1942—1943 годах, будучи в эвакуации, — декан горного факультета Среднеазиатского индустриального института. С 1943 года О. К. Ланге снова жил в Москве, был заведующим кафедрой динамической геологии (1943—1953) и кафедры гидрогеологии (1953—1964) геологического факультета МГУ.
Жил в Москве на улице Грановского, 4. Умер 3 декабря 1975 года в Москве. Похоронен на Кунцевском кладбище.

## Награды
- Награждён орденами Ленина (1952) и Трудового Красного Знамени (1961), а также медалями.
- Заслуженный деятель науки Узбекской ССР (1936).
- Почётный член Московского общества испытателей природы (1957).